# مراسم عقد بتسی
مراسم عقد بتسی (انگلیسی: Betsy's Wedding) فیلمی در ژانر کمدی رمانتیک به کارگردانی آلن آلدا است که در سال ۱۹۹۰ منتشر شد.

## بازیگران
- مالی رینگوالد
- آلای شیدی
- مدلین کان
- جو پشی
- جوئی بیشاپ
- آنتونی لاپالیا
- برت یانگ
- کاترین اوهارا
- آلن آلدا
- بیبی بچ
- دیلن والش
- فرانکی فیزن
- ساموئل ال. جکسون
- تام ماردیروسیان